# Islek ohne Grenzen
Islek ohne Grenzen EWIV ist eine im Jahre 1997 gegründete europäische wirtschaftliche Interessenvereinigung für die grenzüberschreitende Region Islek. Sie hat ihren Sitz in Weiswampach (L) und ihre Geschäftsführung in Arzfeld (D). Die grenzüberschreitende Organisation hat Mitglieder in den drei benachbarten Länder Belgien, Deutschland und Luxemburg. Auftakt dieser Kooperation war der zweihundertste Jahrestag des Klöppelkriegs im Jahre 1798.

## Mitglieder
| Belgien - Gemeinde Burg-Reuland | Deutschland - Verbandsgemeinde Arzfeld - Ortsgemeinde Arzfeld - Ortsgemeinde Dahnen - Ortsgemeinde Daleiden - Ortsgemeinde Dasburg - Ortsgemeinde Lützkampen - Verbandsgemeinde Neuerburg - Stadt Neuerburg - Ortsgemeinde Roth an der Our - Ortsgemeinde Altscheid | Luxemburg - Gemeinde Parc Hosingen - Gemeinde Kiischpelt - Gemeinde Klerf - Gemeinde Putscheid - Gemeinde Ulflingen - Gemeinde Vianden - Gemeinde Weiswampach - D'Frënn vum Ourdall e. V. |

## Ziele
- Förderung der regionalen Identität;
- Förderung von Kunst und Kultur;
- Lösung gemeinsamer, regionaler Probleme im sozioökonomischen Umfeld;
- Förderung pädagogischer Jugendarbeit;
- Aufbau und Betrieb eines regionalen, grenzübergreifenden Informationsnetzes.